# Отряд Его Величества королевской конной артиллерии
Отряд Его Величества королевской конной артиллерии (англ. The King's Troop, Royal Horse Artillery) — церемониальное конное формирование Британской армии, штабом которого являются Казармы королевской артиллерии в Вулидже. Все его солдаты обучены обслуживать и управлять отрядами из шести лошадей, перевозящих каждое из шести 13-фунтовых полевых орудий, используемых ныне для салютов на торжественных мероприятиях. Эти же отряды не только следят за орудиями, но ухаживают за чёрными лошадями, которые выезжают в случае государственных и военных похорон. Чаще всего отряд участвует в торжественных салютах в лондонских Гайд-парке и Грин-парке.

## История

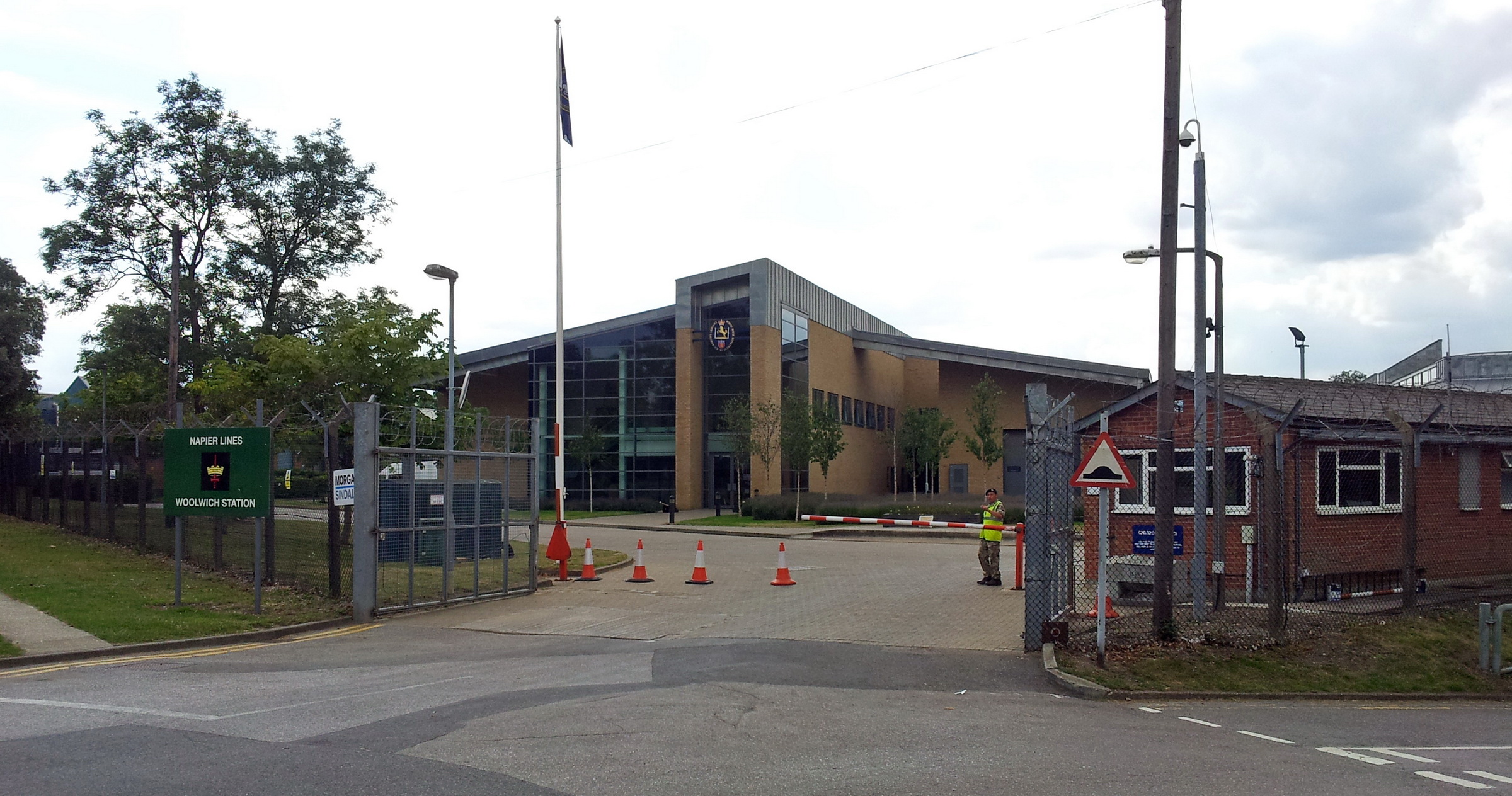
Казармы Нейпир-Лайнс, где располагается штаб отряда с 2012 года

После окончания Второй мировой войны король Великобритании Георг VI высказался по поводу механизации армии и отказа от конной артиллерии, предложив сохранить один отряд конной артиллерии для участия в важных церемониях. 17 апреля 1946 года в Шоубёринессе Конный отряд (англ. Riding Troop) был преобразован в шестиорудийную батарею Королевской конной артиллерии при Дворцовой дивизии. Король Георг VI по совету бригадира Джона Анкветила Нормана присвоил батарее имя по своему титулу — Отряд Короля или Отряд Его Величества (англ. The King's Troop), закрепив это законодательно 24 октября 1947 года: он указал в гостевой книге это наименование. Королева Елизавета II сохранила имя батареи в память об отце.
На протяжении 65 лет отряд располагался в казармах Сент-Джонс-Вуд. В феврале 2012 года он переместился в Казармы Нейпир-Лайнс при Казармах королевской артиллерии в Вулидже. В связи с тем, что казармы находятся далеко от центра Лондона, военнослужащие уже не приезжают верхом на церемонии: лошадей перевозят в спецтранспорте в конюшни, где за ними ухаживают до выезда в Гайд-парк или к Букингемскому дворцу.

## Обязанности

### Процессии

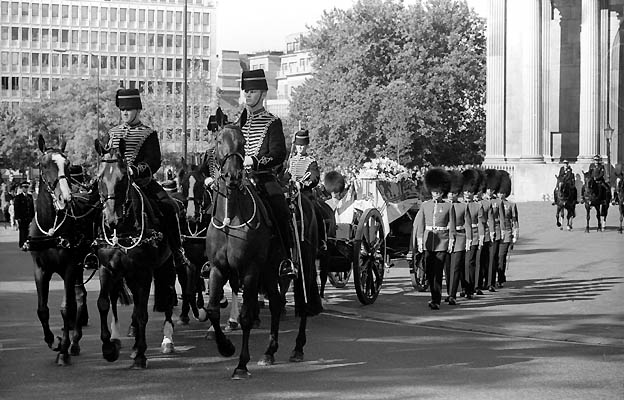
Процессия на похоронах принцессы Дианы, на заднем плане Арка Веллингтона

Основная задача отряда — участие в церемониях по случаю государственных праздников и в похоронных церемониях. Так, 6 сентября 1997 года служащие Отряда Его Величества королевской конной артиллерии на орудийном лафете везли гроб с телом принцессы Дианы. При этом отряд также выполняет задания по обеспечению территориальной безопасности страны.

### Вынос знамени

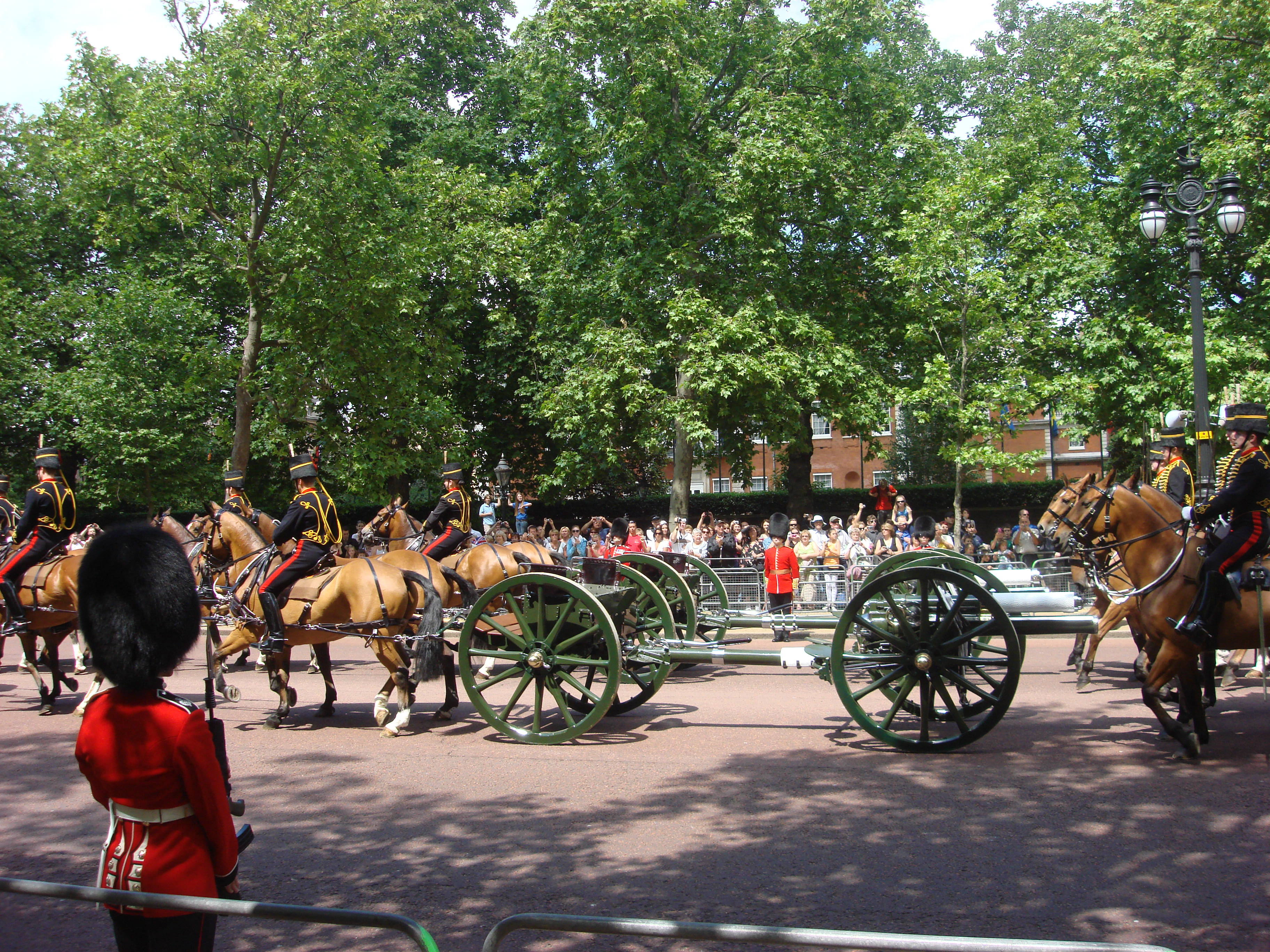
13-фунтовые орудия на параде Trooping the Colour 2009 года

С июня 1997 года в День рождения Королевы проводится торжественное мероприятие под названием «Вынос знамени» — парад британских войск разных родов, проходящий на Плац-параде Королевской конной гвардии. По старшинству среди британских войск выше всех находится Дворцовая кавалерия, солдаты которой проезжают первыми во время парада. Однако, если в параде участвуют военнослужащие Королевской артиллерии и вывозят орудия, именно Отряд королевской конной артиллерии выходит на первое место по старшинству.
В конце каждого парада Отряд королевской конной артиллерии ещё раз проезжает рядом с королевой. По окончании парада отряд направляется в Грин-парк, примыкающий к Букингемскому дворцу, после чего выполняется салют из 21 орудия — звучит 41 выстрел (поскольку орудия располагаются в Королевском парке, им выдаются ещё 20 дополнительных салютных снарядов).

### Представления

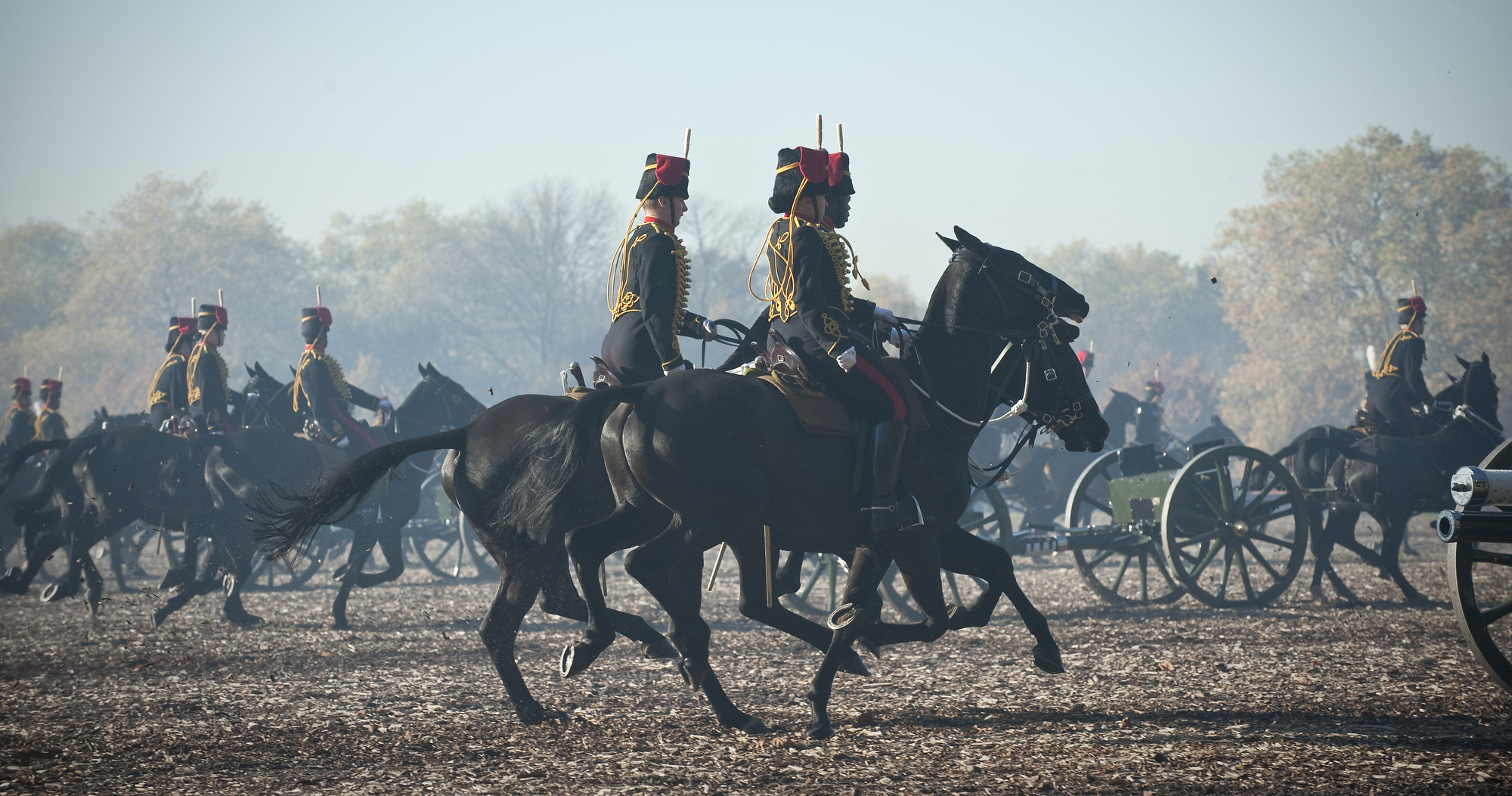
Подготовка к салюту в день рождения принца Чарльза, 2012 год

В 1947—1999 годах Отряд регулярно участвовал в Королевском турнире — крупнейшем фестивале военных оркестров. Ежегодно в мае он выступает на Королевском Виндзорском шоу, где проводятся показательные выступления конников, с программой «Музыкальная выездка» (англ. Musical Drive), неизменной с 1897 года. В начале проводится так называемая «Большая выездка», в ходе которой конники показывают хореографию, командную работу и дисциплину, разъезжая так, что их маршруты пересекаются (элемент «Ножницы»). Ещё один манёвр, «Колесо Вагона», представляет собой изображение колеса, в которое собираются участники шоу. В конце, как правило, звучит орудийный салют. В мае 2008 года по телевидению было показано выступление «Приветствие героя» (англ. Hero's Welcome), в котором участвовали шесть расчётов — в каждом было по 10 человек и 7 конников. Одну треть участников составляли женщины, которых принимали в Отряд с 1996 года. Первым офицером, командовавшим отрядом, стала майор Эрика Бридж.

## В культуре
Короткометражный фильм «Отряд» (англ. The Troop), посвящённый Отряду королевской конной артиллерии, был снят на 35-мм плёнку CinemaScope. Съёмки прошли в Большом Виндзорском парке и казармах Вуд. В сентябре 1999 года состоялась королевская премьера на церемония вручении премии BAFTA, на которой присутствовала принцесса Анна. Съёмками занималась компания Glory Film Co., режиссёр — Маркус Диллистоун.